# Diocesi di Catanduva
La diocesi di Catanduva (in latino Dioecesis Catanduvensis) è una sede della Chiesa cattolica in Brasile suffraganea dell'arcidiocesi di São José do Rio Preto. Nel 2023 contava 218.000 battezzati su 320.000 abitanti. È retta dal vescovo José Benedito Cardoso.

## Territorio
La diocesi comprende 17 comuni nella parte centro-settentrionale dello stato brasiliano di San Paolo: Catanduva, Ariranha, Catiguá, Elisiário, Ibirá, Irapuã, Itajobi, Marapoama, Novais, Novo Horizonte, Palmares Paulista, Paraíso, Pindorama, Sales, Santa Adélia, Tabapuã e Urupês.
Sede vescovile è la città di Catanduva, dove si trova la cattedrale di Nostra Signora Aparecida (Nossa Senhora Aparecida).
Il territorio si estende su una superficie di 4601 km² ed è suddiviso in 34 parrocchie, raggruppate in 4 regioni pastorali.

## Storia
La diocesi è stata eretta il 9 febbraio 2000 con la bolla Venerabiles Fratres di papa Giovanni Paolo II, ricavandone il territorio dalle diocesi di Jaboticabal, di Rio Preto (oggi arcidiocesi di São José do Rio Preto) e di São Carlos.
Originariamente suffraganea dell'arcidiocesi di Ribeirão Preto, il 22 maggio 2025 è entrata a far parte della provincia ecclesiastica di São José do Rio Preto.

## Cronotassi dei vescovi
Si omettono i periodi di sede vacante non superiori ai 2 anni o non storicamente accertati.
- Antônio Celso Queiroz † (9 febbraio 2000 - 21 ottobre 2009 ritirato)
- Otacílio Luziano Da Silva (21 ottobre 2009 - 10 ottobre 2018 dimesso)[1]
- Valdir Mamede (10 luglio 2019 - 1º novembre 2023 dimesso)[2]
- José Benedito Cardoso, dal 4 gennaio 2024

## Statistiche
La diocesi nel 2023 su una popolazione di 320.000 persone contava 218.000 battezzati, corrispondenti al 68,1% del totale.
| anno | popolazione | popolazione | popolazione | presbiteri | presbiteri | presbiteri | presbiteri                | diaconi | religiosi | religiosi | parrocchie |
| anno | battezzati  | totale      | %           | numero     | secolari   | regolari   | battezzati per presbitero | diaconi | uomini    | donne     | parrocchie |
| ---- | ----------- | ----------- | ----------- | ---------- | ---------- | ---------- | ------------------------- | ------- | --------- | --------- | ---------- |
| 2000 | 178.000     | 200.800     | 88,6        | 30         | 20         | 10         | 5.933                     |         | 10        | 35        | 26         |
| 2001 | 186.491     | 257.885     | 72,3        | 32         | 24         | 8          | 5.827                     |         | 10        | 31        | 30         |
| 2002 | 188.903     | 257.999     | 73,2        | 31         | 24         | 7          | 6.093                     |         | 8         | 29        | 30         |
| 2003 | 187.379     | 263.772     | 71,0        | 33         | 25         | 8          | 5.678                     |         | 9         | 47        | 30         |
| 2004 | 206.089     | 266.455     | 77,3        | 35         | 29         | 6          | 5.888                     |         | 7         | 17        | 30         |
| 2006 | 212.735     | 275.193     | 77,3        | 39         | 33         | 6          | 5.454                     |         | 7         | 27        | 30         |
| 2013 | 231.000     | 299.000     | 77,3        | 41         | 39         | 2          | 5.634                     |         | 3         | 24        | 32         |
| 2016 | 207.856     | 304.119     | 68,3        | 44         | 40         | 4          | 4.724                     | 1       | 6         | 30        | 32         |
| 2019 | 210.760     | 308.436     | 68,3        | 41         | 37         | 4          | 5.140                     | 1       | 5         |           | 33         |
| 2021 | 215.729     | 313.635     | 68,8        | 46         | 42         | 4          | 4.689                     | 1       | 5         | 12        | 33         |
| 2023 | 218.000     | 320.000     | 68,1        | 45         | 42         | 3          | 4.844                     | 1       | 3         | 11        | 34         |